# Коми-Пермяцкий окружной комитет КПСС
Коми-Пермяцкий областной комитет КПСС — центральный партийный орган, существовавший в Коми-Пермяцкий АО с апреля 1925 года по 6 ноября 1991 года.

## История
- 26 февраля 1925 года образован Коми-Пермяцкий национальный округ (в составе Уральской области) и в связи с этим, в апреле того же года был создан Коми-Пермяцкий окружной комитет РКП(б).
- В декабре 1925 Коми-Пермяцкий окружной комитет РКП(б) переименован в Коми-Пермяцкий окружной комитет ВКП(б).
- C 17 января 1934 года Коми-Пермяцкий национальный округ в составе Свердловской области.
- С 3 октября 1938 Коми-Пермяцкий национальный округ в составе Пермской области.
- 13 октября 1952 года Коми-Пермяцкий окружной комитет ВКП(б) переименован в Коми-Пермяцкий окружной комитет КПСС.
- 7 октября 1977 Коми-Пермяцкий национальный округ преобразован в Коми-Пермяцкий автономный округ.
- 23 августа 1991 года деятельность КПСС на территории РСФСР приостановлена, а 6 ноября того же года запрещена.

## Первые секретари РКП(б)/ВКП(б)/КПСС
- 3.4.1925 - 2.1926 ответственный секретарь Караваев, Антон Фёдорович
- 2.1926 - 12.2.1929 ответственный секретарь Кузнецов, Николай Семёнович
- 12.2 - 18.7.1929 ответственный секретарь Поляков, Иван Васильевич
- 18.7.1929 - 29.5.1930 ответственный секретарь Артёмов, Иван Афанасьевич
- 29.5.1930 - ответственный секретарь Благонравов, Александр Иванович
- - 3.6.1937 Благонравов, Александр Иванович
- 10.6.1937 - 2.1.1938 Кривощёков, Игнатий Николаевич
- 2.1.1938 - 9.3.1939 Галайдин, Григорий Спиридонович
- 9.3.1939 - 24.2.1942 Васильев, Николай Кондратьевич
- 24.2.1942 - 1.11.1943 Лопатин, Георгий Иванович
- 1.11.1943 - 9.7.1949 Бушманов, Василий Капитонович
- 9.7.1949 - 1.2.1953 Волгин, Михаил Георгиевич
- 1.2.1953 - 10.9.1961 Тотьмянин, Иван Михайлович
- 10.9.1961 - 12.1.1967 Самков, Павел Платонович
- 12.1.1967 - 12.3.1970 Чистоплясов, Степан Иванович
- 12.3.1970 - 14.12.1985 Зубов, Анатолий Михайлович
- 14.12.1985 - 12.10.1989 Караваев, Герман Иванович
- 12.10.1989 - 8.1991 Евдокимов, Леонид Павлович